# 尖片对囊蕨
尖片对囊蕨（学名：Deparia acuta）也称尖片蛾眉蕨，为蹄盖蕨科对囊蕨属下的一个变种。